# Eccidio di Voltri
L'Eccidio di Voltri, avvenuto nella notte tra il 1 e 2 agosto 1945 in località Fabbriche nel Comune di Voltri (Genova), fu l'uccisione di tre carabinieri ad opera di una banda di ex partigiani sbandati della Brigata Buranello che, prima li rapinarono delle loro armi e munizioni, successivamente decisero di ucciderli per non lasciare in vita testimoni.

## I fatti
Il primo agosto 1945 i Carabinieri Romolo Innamorati, Antonio Ficarra e Venerando Russo, tutti poco più che ventenni ed in forza alla Stazione di Genova Voltri, erano impegnati in un servizio di perlustrazione dalle ore 19 alle 22, sulla via Pegli-Voltri. 
I tre carabinieri si spingevano fino al paese di Fiorino per seguire una carovana di zingari, ma cadevano in un’imboscata ordita da una banda composta principalmente da ex partigiani unitamente a balordi della zona, che li aveva bloccati per rapinarli delle loro armi e munizioni in dotazione, al fine da poterle conservare come proprio arsenale per compiere altri reati. 
Dopo essere stati bastonati e derubati dei loro equipaggiamenti, vennero successivamente uccisi raggiunti da una raffica di mitra, e i loro corpi vennero gettati in una buca scavata dai balordi stessi vicino ad una casa colonica in località Fabbriche di Voltri. 
Il mancato rientro in Stazione dei militari fece immediatamente scattare le loro ricerche, e grazie alle intense indagini del Capitano Lito Locori e dei suoi uomini, fu possibile ricostruire il movente e l’esatta dinamica del triplice omicidio, individuando e arrestando i responsabili già il 9 agosto, che vennero identificati in: Liborio Piazza, nome di battaglia «Doro», 21 anni, autore materiale che li uccise con raffiche di mitra, Francesco Siri nome di battaglia «Matto» che lo aveva aiutato a disarmare e a portare i carabinieri sulle alture unitamente a Giovanni Lazzaro Bozzano detto «Beghin», Giovanni Piccardo detto «Giuli» e Angelo Pizzorino. 
Vennero rinvenute e sequestrate sia armi ed equipaggiamenti dei tre militari uccisi che armi in uso alle brigate partigiane, tra cui, 36 bombe a mano modello OCT, un moschetto automatico russo con caricatore a disco, un fucile tedesco modello 1889, due moschetti con tre caricatori dei carabinieri Innamorati e Russo, una pistola Browing, diversi pacchetti di esplosivo, giberne per munizioni, fondina e bandoliera del Carabiniere Russo e munizionamento di vario calibro. Vennero rinvenute due sacche portacaricatori con all'interno caricatori e munizioni per mitragliatrici Machinenpistole e Sten, la cui perizia balistica appurò che si trattava dello stesso munizionamento utilizzato per uccidere i tre militari dell'Arma.
Un sesto componente della banda, Andrea Lagordo, riuscì a scampare all'arresto rifugiandosi in Cecoslovacchia e rimanendo latitante fino al 1955, quando venne segnalata la sua presenza in Italia e venne arrestato e trovato in possesso della pistola Beretta d'ordinanza e delle catenelle in dotazione al Carabiniere Innamorati.
Il 7 agosto si svolsero i funerali dei tre carabinieri alla presenza delle autorità cittadine, militari italiane e delle forze alleate, le salme furono sepolte nel cimitero di Genova Voltri.
Il processo ebbe inizio il 13 settembre 1945 dinanzi alla Corte Marziale Alleata e presieduta dal colonnello Elder. A nulla servì il tentativo dei balordi di motivare il delitto come vendetta personale facendo valere il passato di ex partigiani verso il Governo Militare Alleato. Al momento del triplice omicidio la guerra era finita da tre mesi, il 2 maggio 1945, e conseguentemente fu dato fin da subito l'ordine di disarmo di tutte le brigate partigiane. La corte condannò: a morte Piazza e Siri, all'ergastolo Bozzano e Lagordo, a 21 anni e 8 mesi di reclusione a Piccardo, mentre 3 anni di riformatorio a Pizzorino in quanto minore.
A Francesco Siri, che nel frattempo fu colpito da paralisi progressiva, la pena di morte venne commutata in ergastolo. 
Il Piazza, che era già ricercato per un altro omicidio ed era evaso dalle celle della Questura di Genova dove era detenuto, venne fucilato al poligono di Pedegoli (Quezzi) il giorno 21 gennaio 1946, e la sentenza fu eseguita da un plotone composto da dodici militari inglesi, comandati da un maggiore e da un capitano. 
Il corpo di Piazza fu sepolto nel cimitero di Staglieno. Il 18 ottobre 1954, la salma fu esumata e sistemata nel campo dei partigiani, dove tuttora si trova.
L'Arma dei Carabinieri inserì i tre carabinieri nell'elenco dei propri caduti come "Vittime del Dovere".

### Annotazioni
1. ↑   Il 2 maggio 1945 il generale britannico Alexander ordinò la smobilitazione delle forze partigiane, con la consegna delle armi. L'ordine venne in generale eseguito e le armi in gran parte consegnate in tempi diversi nei vari luoghi, in dipendenza dell'avanzata dell'esercito alleato, della liberazione progressiva del territorio nazionale e del conseguente passaggio di poteri al governo italiano.
2. ↑   L'omicidio di Eboli Giuseppe a Genova il 16 maggio 1945. Eboli, 61 anni, che era professore di matematica all'Istituto "Tortelli" e maggiore di fanteria di complemento, fu prelevato da casa, in via Cavalletto n. 3 a Genova, da elementi partigiani della brigata S.A.P. "Lattanzi", facenti parte della "banda del Lagaccio". Costretto ad indossare una divisa fascista fu fatto circolare per la strada con un cartello al collo con la scritta "Vincere". Sottoposto a maltrattamenti dai suoi carnefici, tra i quali il partigiano Mario Buzzo (che sarà a sua volta eliminato il 26/05/1945 dai partigiani della formazione "Balilla") fu infine assassinato nei pressi del Lagaccio da Liborio Piazza.

### Fonti
1. ↑   Dimenticati i tre carabinieri trucidati dai partigiani rossi, su ilgiornale.it. URL consultato il 14 dicembre 2023.
2. ↑   AGGUATO AI CARABINIERI DI GENOVA VOLTRI, su carabinieri.it. URL consultato il 14 dicembre 2023.
3. ↑   L'assassinio dei 3 carabinieri - Due condanne a morte e una all'ergastolo, su archiviolastampa.it, 4 giugno 2025.
4. ↑   Una scia di morte e vendetta arrossa di sangue tutta la Liguria, su ilgiornale.it. URL consultato il 15 dicembre 2023.
5. ↑   NOTIZIE BREVI, su viewers.medialibrary.it, 5 giugno 2025.
6. ↑   RESTAURATO IL CAMPO DEI PARTIGIANI A STAGLIENO DOVE RIPOSANO LE SPOGLIE DI 272 COMBATTENTI, su genovaquotidiana.com. URL consultato il 14 dicembre 2023.